# Kesselberg (Haardt)
Der Kesselberg ist mit 661,8 m ü. NHN nach der Kalmit (672,6 m) der zweithöchste Berg des Pfälzerwaldes und der dritthöchste der Pfalz (höchster Donnersberg 686,5 m). Er liegt auf der Grenze von Edenkoben und Rhodt unter Rietburg im rheinland-pfälzischen Landkreis Südliche Weinstraße.

## Geographie

### Lage
Der Kesselberg erhebt sich im Biosphärenreservat Pfälzerwald-Vosges du Nord und im Naturpark Pfälzerwald. Sein Gipfel liegt auf der Grenze der Waldgemarkungen von Edenkoben von Rhodt unter Rietburg – 6 km westlich von Edenkoben, 4,8 km westnordwestlich von Rhodt unter Rietburg und 3,4 km nordwestlich von Weyher in der Pfalz.
Östlich des bewaldeten Kesselbergs reichen beim Meerlinsenbrunnen im Norden, am Gebirgspass Kohlplatz (465,9 m ü. NHN) in der Mitte und am Meisentalbach im Süden Teile des Vogelschutzgebiets Haardtrand (VSG-Nr. 6514-401; 147,28 km²) an den Berg heran.

### Naturräumliche Zuordnung
Der Kesselberg gehört zum Naturraum Pfälzerwald, der in der Systematik des von Emil Meynen und Josef Schmithüsen herausgegebenen Handbuches der naturräumlichen Gliederung Deutschlands und seinen Nachfolgepublikationen als Großregion 3. Ordnung klassifiziert wird. Betrachtet man die Binnengliederung des Naturraums, so zählt der Kesselberg zum Mittleren Pfälzerwald und hier zum Gebirgszug der Haardt, welche den Pfälzerwald zur oberrheinischen Tiefebene hin abgrenzt.
Zusammenfassend folgt die naturräumliche Zuordnung des Kesselbergs damit folgender Systematik:
1. Großregion 1. Ordnung: Schichtstufenland beiderseits des Oberrheingrabens
2. Großregion 2. Ordnung: Pfälzisch-saarländisches Schichtstufenland
3. Großregion 3. Ordnung: Pfälzerwald
4. Region 4. Ordnung (Haupteinheit): Mittlerer Pfälzerwald
5. Region 5. Ordnung: Haardt

### Fließgewässer
Nördlich des Kesselbergs entspringt im Edenkobener Tal der Wiesgraben (Tiefenbach, Triefenbach), ein durch das vom am Berg gelegenen Meerlinsenbrunnen kommenden Rinnsal gespeister Zufluss des Kropsbachs. Südlich des Berges fließt der durch den am Berg entspringenden Meisentalbach gespeiste Modenbach.

## Felsengruppe Kugelfelsen
Auf dem Gipfelplateau befinden sich verschiedene, in Wanderkarten als Gletschermulden markierte Buntsandstein-Felsen mit auffälligen runden Vertiefungen. Sie sind als flächenhaftes Naturdenkmal Felsengruppe Kugelfelsen (ND-7337-181) geschützt. Die Mulden entstanden durch Auswitterung kugelförmiger Sandsteinpartien im Kugelfelshorizont der Karlstal-Schichten.
Ältere, nicht belegbare Deutungen sahen die Mulden als keltische Opferschalen oder Gletschertöpfe (Gletschermühlen). Gletschertöpfe bedingen allerdings eine mächtige Eisdecke, die über dem Gebiet gelegen haben muss. Beweise dafür, zum Beispiel Gletscherschrammen etc., fehlen im gesamten Pfälzer Raum.

## Verkehr und Wandern
Etwas südlich vorbei am Kesselberg führt die von Ramberg im südwestlich liegenden Tal des Dernbachs und dann im Modenbachtal nach Weyher in der Pfalz im Osten verlaufende Landesstraße 506. Am Bergsüdfuß zweigt – nahe der Mündung des Meißentalbachs in den Modenbach – von der L 506 die den unterhalb der bergnahen Burg Meistersel (Ruine Modeneck; 491,5 m ü. NHN) im Modenbachtal gelegenen Modenbacherhof (ca. 307 m ü. NHN), das Forsthaus Heldenstein und den Berg auf seinem Nordhang passierende Kreisstraße 6 ab, die dann weiter nach Edenkoben führt. Etwas bachabwärts zweigt im Modenbachtal von der L 506 die nach Burrweiler verlaufende K 58 ab. 
Der Zugang zum Berg kann vom Benderplatz (565,5 m) im Nordwesten und Kohlplatz (465,9 m) im Ostsüdosten erfolgen; an beiden Gebirgspässen befinden sich Wegspinnen. Vom beide verbindenden Hauptwanderweg zweigt ein kleiner, 1953 eingerichteter und nach dem Historiker Friedrich Sprater benannter Wanderpfad zum Gipfel ab. Der Benderplatz ist vom Wandererparkplatz Lolosruhe und dem Forsthaus Heldenstein, der Kohlplatz aus dem Modenbachtal sowie dem Edenkobener Tal bei der Edenkobener Hütte (367 m) erreichbar.
Eine Aussicht auf benachbarte Regionen im Pfälzerwald ist wegen vollständiger Bewaldung des Kesselberges praktisch nicht gegeben. Von der Oberrheinischen Tiefebene aus wird der Berg durch den südöstlich vorgelagerten Blättersberg (613,2 m) verdeckt.